# Trachystoma aphanoneurum
Trachystoma aphanoneurum là một loài thực vật có hoa trong họ Cải. Loài này được (Marie & Weiller) Marie & Weiller miêu tả khoa học đầu tiên năm 1934.